# Allendesalazaria nymphoides
Allendesalazaria nymphoides is een keversoort uit de familie van oliekevers (Meloidae). De wetenschappelijke naam van de soort is voor het eerst geldig gepubliceerd in 1910 door Martinez de la Escalera.